# つながり
「つながり」は、竹井詩織里の4枚目のシングル。CDコードはGZCA-4035。

## 概要
ピアノのサウンドをメインにした楽曲。就職で遠くに行った友人を思って歌詞を書いた詞、2つの駅で隔たれた距離感をテーマに歌い上げている。

## 収録曲
1. つながり
  - 作詞：竹井詩織里／作曲：大野愛果／編曲：小林哲
2. DRIVE
  - 作詞：竹井詩織里／作曲：大島こうすけ／編曲：坂優也
3. ボイス
  - 作詞：竹井詩織里／作曲：今井万紀／編曲：小林哲
4. つながり（less vocal）

## 収録アルバム
- second tune 〜世界 止めて〜
- 竹井詩織里 ベスト

## 参考資料
- 「竹井詩織里 ベスト」SPECIAL SITE内のライナーノーツ